# Pyrus phaeocarpa
Pyrus phaeocarpa är en rosväxtart som beskrevs av Alfred Rehder. Pyrus phaeocarpa ingår i släktet päronsläktet, och familjen rosväxter. Inga underarter finns listade i Catalogue of Life.